# Лех (річка)
Лех (нім. Lech, лат. Licus) — річка в Австрії та Німеччині (Баварія), права притока Дунаю. Протяжність близько 250 км.
Витік річки з озера Формаринзеє знаходиться на північно-західних схилах Лехтальських Альп в Австрії на висоті 1870 метрів над рівнем моря. До кордону з Німеччиною річка тече в глибокій гірській долині у напрямку північ-північ-схід (NNE). Після перетину кордону, на території Німеччини річка тече через місто Фюссен та водосховище Форггензе, яке скидається взимку. Тут річка утворює 12 метровий водоспад Лехфалль. Біля міста Фюссен Лех перетинає Швабсько-Баварське плоскогір'я, формуючи вузьку ущелину.  
Річка тече далі на північ через регіон Лехрейн, через міста Шонгау, Ландсберг, Аугсбург (де до нього впадає Вертах) та Райн.   Нижче  Донауверта на висоті 410 метрів над рівнем моря Лех впадає в Дунай. Середня витрата води поблизу Ландсберга становить 85 м³/сек, в гирлі — близько 120 м³/сек. Висока вода спостерігається влітку.

## Етимологія
Згідно історичним даним на берегах річки жило кельтське плем'я Licates. В ІІ столітті по Р. Х. річка має назву Likios або Likias. Близько 570 року назва Licca зустрічається у записах. У VIII столітті використовують назву Lecha та Lech. Назва має походження спільне з валлійським словом llech («кам'яна плита») та бретонським словом lec'h («надгробний камінь»). У цьому контексті значення слова «Лех» пояснюється як «кам'янистий».

## Історія
Біля Аугсбургу 10-12 серпня 955 року німецький король Оттон I Великий в так званій Лехській битві розгромив кочівників-угорців, які кочували територією Центральної Європи з початку X століття.
15 квітня 1632 року, на річці Лех під Рейном, під час Тридцятилітьої війни, відбулась ще одна велика битва між шведською армією під командуванням короля Густава II Адольфа і військами Католицької Ліги під керівництвом видатного полководця І. Тіллі.